# (188721) 2005 UU
(188721) 2005 UU — астероїд головного поясу, відкритий 23 жовтня 2005 року.
Тіссеранів параметр щодо Юпітера — 3,203.